# Promecidus linearis
Promecidus linearis là một loài bọ cánh cứng trong họ Cerambycidae.